# 〜夢イズル地〜
「〜夢イズル地〜」 (ゆめいずるち) は、日本のロックバンド、Kagrraの5枚目のシングル。2002年4月3日にPS COMPANYから販売。

## 概要
- 2002年のミニアルバム『煌』からの先行シングル。
- 2005年にキングレコードから再発されている。
- 「～夢イズル地～」は2011年のベストアルバム『Kagrra Indies BEST 2000-2003』に収録された。

## 収録曲
| 全作詞: 一志、全作曲: 楓弥 (Kagrra)、全編曲: Kagrra。 |                                  |      |               |      |
| #                                                     | タイトル                         | 作詞 | 作曲・編曲    | 時間 |
| 1.                                                    | 「〜夢イズル地〜」(ゆめいずるち) | 一志 | 楓弥 (Kagrra) | 4:38 |
| 2.                                                    | 「戯園」(ぎおん)                 | 一志 | 楓弥 (Kagrra) | 4:21 |
| 合計時間:                                             | 合計時間:                        | 8:59 |               |      |

## 参加ミュージシャン
- 一志: Vocal
- 楓弥: Guitar
- 真: Guitar
- 女雅: Bass
- 白水: Drums